# Djungelhjul
Djungelhjul är en amerikansk animerad serie från 2009 som sändes i Disney Junior.

## Handling
I Djungelhjul får vi följa en grupp med djur på hjul, som älskar att ha kul under tiden som de utforskar vägarna genom djungeln. De uppmuntrar tittarna att hitta sin plats på jorden samtidigt som barnen lär sig att bry sig om miljön.

## Karaktärer
- Knorran - Knorran är en gris som tycker om att köra på ramper.
- Lellefant - Lellefant är en elefant och är Knorrans bästa vän.
- Bungo - Bungo är en kanin som tycker om att jobba med skyltar.
- Taxapeter - Taxapeter är en krabba som tycker om att dansa, jonglera och göra milkshakes.
- Paddan - Paddan är en butter padda som inte tycker om att skratta.
- Fru Zobra - Fru Zobra är en zebra och är en fröken.
- Krocke - Krocke är en alligator och är en brandman.
- Bullen - Bullen är en tjur med en plog.
- Lans - Lans är en noshörning och är en doktor.
- Pålle - Pålle är en polis och är en papegoja.
- Flodabuss - Flodabuss är en flodhäst som föreställer en buss.
- Carla - Carla är en koala som jobbar i sin butik.
- Rullbaggarna - Rullbaggarna är fem barn som går på dagis.